# Edwin Zamora
Edwin Zamora (Danlí, El Paraíso, Honduras, 1 de diciembre de 1990) es un futbolista hondureño. Juega como mediocampista y su equipo actual es el Club Deportivo Parrillas One de la Liga Nacional de Honduras.

## Clubes
| Club          | País     | Año         |
| ------------- | -------- | ----------- |
| Colinas       | Honduras | 2010 - 2011 |
| Parrillas One | Honduras | 2011 -      |